# Vuelo 73 de Air Niugini
El vuelo 73 de Air Niugini era un vuelo regular desde Pohnpei, Estados Federados de Micronesia (FSM), a Puerto Moresby, Papúa Nueva Guinea, vía Chuuk, FSM. El 28 de septiembre de 2018, un Boeing 737, operado por Air Niugini, aterrizó cerca de la pista del Aeropuerto Internacional de Chuuk en Weno (FSM) y se detuvo en la laguna de Chuuk. Residentes locales, en pequeñas embarcaciones, rescataron a la mayoría de los pasajeros y a toda la tripulación. Un pasajero fue encontrado muerto por buzos de rescate.Sobrevivieron cuarenta y seis personas, seis de las cuales resultaron heridas.

## Aeronave y tripulación

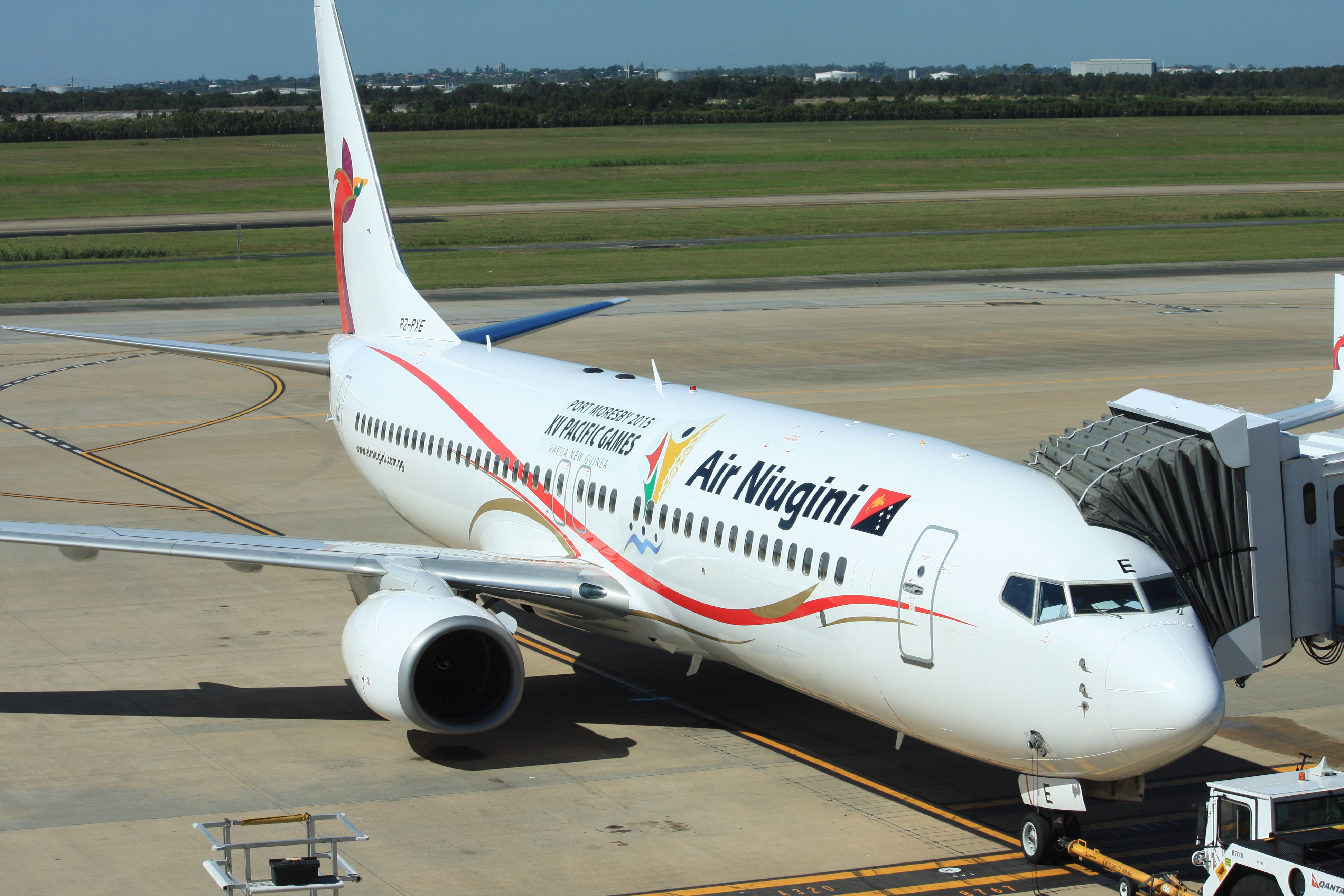
El avión involucrado en el accidente, entonces en Queensland (Australia), el 24 de abril de 2014.

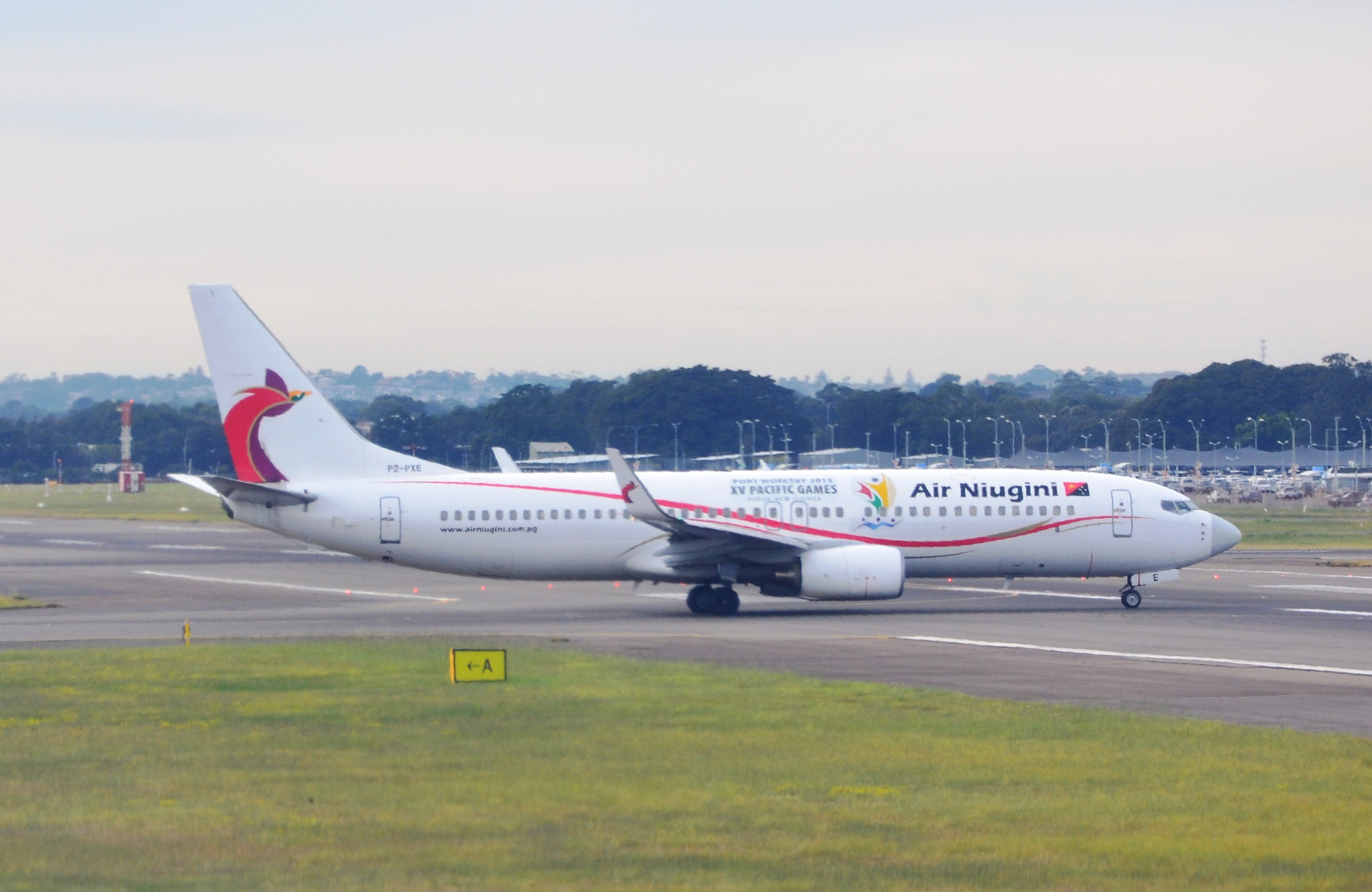
P2-PXE, la aeronave involucrada en el accidente, vista en 2015.

El avión accidentado era un Boeing 737-8BK, matrícula P2-PXE, msn 33024, número de línea Boeing 1688. Había volado por primera vez el 1 de abril de 2005. El avión estaba propulsado por dos motores CFM International CFM56-7B26.En el momento del accidente, el avión había acumulado 37.160 horas y 36 minutos de vuelo a lo largo de 14.788 ciclos.
El avión fue entregado por primera vez para Air India Express y fue matriculado como VT-AXC el 19 de abril de 2005.El 6 de julio de 2005, sufrió daños en una salida de pista al aterrizar en el Aeropuerto Internacional de Cochin, India.El 29 de julio de 2010, el avión fue vendido a Jet Airways y matriculado VT-JBT. Fue vendido a CIT Leasing Corporation el 24 de julio de 2013 y registrado M-ABGK antes de ser vendido a Loftleiðir, que alquiló el avión a Air Niugini el 13 de septiembre de 2013, matriculado P2-PXE.El 12 de mayo de 2018, fue golpeado por un Lockheed L-100 Hercules, matriculado como N403LC, de Lynden Air Cargo mientras estaba estacionado en el Aeropuerto de Puerto Moresby, sufriendo daños en su ala derecha.
El capitán y piloto al mando era un hombre de Papúa Nueva Guinea de 52 años que tenía 19.780 horas de vuelo, incluidas 2.276 horas en el Boeing 737.: 7 El primer oficial era un australiano de 35 años que tenía 4.618 horas de vuelo, 368 de ellas en el Boeing 737. Un ingeniero de Loftleidir también estaba a bordo y estaba sentado en el asiento auxiliar de la cabina. Estaba filmando el aterrizaje para uso personal en su teléfono celular. El vídeo se utilizó en la investigación posterior.: 2 

## Accidente
La aeronave operaba un vuelo internacional de pasajeros programado desde el Aeropuerto Internacional de Pohnpei (FSM) hasta el Aeropuerto Internacional de Jacksons en Puerto Moresby (Papúa Nueva Guinea), vía el Aeropuerto Internacional de Chuuk (FSM). A las 10:10 hora local (00:10 UTC), la aeronave aterrizó en la laguna de Chuuk, a 443 pies (135 m; 148 yd) del Aeropuerto Internacional de Chuuk. Los informes iniciales indicaron que los 12 tripulantes y 35 pasajeros fueron rescatados por embarcaciones locales y personal de la Armada de los Estados Unidos.Sin embargo, tras la evacuación, se reportó la desaparición de un pasajero indonesio. Tras tres días de búsqueda, no se logró localizar al pasajero desaparecido, sentado en el asiento 23A, y la comisión investigadora solicitó una inspección de verificación del avión. El 1 de octubre de 2018, buzos japoneses localizaron al pasajero entre las filas de asientos 22 y 23, parcialmente sumergidas, cerca de una fractura en el fuselaje; no llevaba puesto el cinturón de seguridad.Air Niugini había declarado previamente que el pasajero fallecido había sido visto por otros pasajeros evacuando el avión.Nueve personas fueron trasladadas al hospital.Seis pasajeros resultaron gravemente heridos.Algunos de los heridos sufrieron fracturas. Se informó de tormentas eléctricas en las inmediaciones del aeropuerto en el momento del accidente.Posteriormente, el avión se hundió en 100 pies (30 m) de agua.

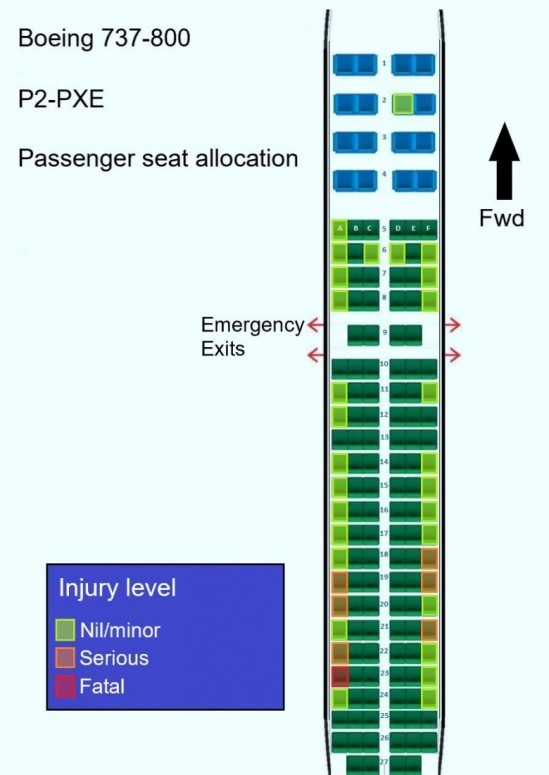
Mapa de asientos del vuelo 73.

## Investigación
La Comisión de Investigación de Accidentes de Papúa Nueva Guinea abrió una investigación sobre el accidente.El gobierno de Micronesia delegó la investigación al gobierno de Papúa Nueva Guinea el 14 de febrero.
El Departamento de Transporte, Comunicaciones e Infraestructura de los Estados Federados de Micronesia emitió un informe preliminar el 26 de octubre.En él se afirmaba que el cuerpo del pasajero fallecido había sido recuperado del avión.El análisis patológico determinó que el pasajero falleció a causa de las lesiones sufridas tres minutos después del impacto. La autopsia determinó que no presentaba traumatismo en la cintura ni en las caderas, lo que indica que el pasajero no llevaba puesto el cinturón de seguridad en el momento del accidente, lo que permitió que su cuerpo se convirtiera en un proyectil, sufriendo lesiones traumáticas en la cabeza y el rostro.
El 18 de julio de 2019, la Comisión de Investigación de Accidentes de Papúa Nueva Guinea emitió su informe final: la tripulación de vuelo no cumplió con los Procedimientos Operativos Estándar de Air Niugini, ni con las listas de verificación de aproximación o preaterrizaje, y no informó adecuadamente sobre la aproximación. La trayectoria de vuelo se volvió inestable después de la desconexión del piloto automático. El Indicador de Trayectoria de Aproximación de Precisión mostraba tres luces blancas justo antes de ingresar a Condiciones Meteorológicas Instrumentales (IMC). La velocidad de descenso superó significativamente los 1000 pies por minuto (5,1 m/s) en IMC. La senda de planeo se desvió de medio punto bajo a dos puntos alto en nueve segundos después de pasar la Altitud Mínima de Descenso. La tripulación de vuelo escuchó, pero ignoró, trece alertas auditivas del Sistema Mejorado de Advertencia de Proximidad al Suelo (EGPWS) (Senda de Planeo y Velocidad de Caída) y voló una senda de planeo promedio de 4,5°. EGPWS mostró una advertencia visual de ASCIENDE ARRIBA en la Pantalla Principal de Vuelo. Los pilotos perdieron la consciencia situacional. La aproximación fue inestable, pero el capitán no realizó una aproximación frustrada. El copiloto fue ineficaz e ignorante de la situación peligrosa que se desarrollaba rápidamente. La alarma sonora continua «WHOOP WHOOP ASCIENDE ARRIBA» podría haber sido eficaz para alertar a la tripulación del peligro inminente.
El informe final indicó que una confusión provocó una evacuación fallida del avión. Según la tripulación de cabina, algunos pasajeros no entendieron la palabra "evacuar". Varios pasajeros se llevaron su equipaje de mano, contraviniendo las instrucciones. Sin embargo, algunos tripulantes de cabina actuaron con notable valentía, rescatando a pasajeros que yacían bajo el agua en el pasillo o que aún estaban atados a sus asientos. El informe concluyó que la Autoridad de Seguridad de la Aviación Civil de Papúa Nueva Guinea "no cumplió con el alto estándar de evaluación basada en la evidencia requerido para garantizar la seguridad, lo que resultó en numerosas deficiencias y errores".